# Romeo Crennel
Romeo Crennel (Lynchburg, 18 giugno 1947) è un allenatore di football americano statunitense che dal 2014 svolge il ruolo di coordinatore difensivo degli Houston Texans della National Football League (NFL).
Ha giocato per 4 anni come defensive lineman e uno come offensive lineman per la Western Kentucky University

## Stagioni come allenatore a livello universitario

### Dal 1970 al 1974
Inizia la sua carriera di allenatore come coordinatore della linea difensiva dei Western Kentucky

### Dal 1975 al 1977
Passa ai Texas Cech come assistente della Difesa

### Dal 1978 al 1979
Passa ai Ole Miss come coordinatore di fine difesa.

### 1980
Passa ai Giorgia Tech come coordinatore della difesa.

## Stagioni nella NFL come allenatore

### Dal 1981 al 1992
Ha iniziato la sua carriera nella NFL con i New York Giants come assistente, poi dopo due anni è diventato il coordinatore della squadra speciale. Per poi passare nel 1990 come allenatore della defensive line

### Dal 1993 al 1996
Passa ai New England Patriots mantenendo lo stesso ruolo.

### Dal 1997 al 1999
Passa ai New York Jets facendo lo stesso compito.

### 2000
Firma con i Cleveland Brown come coordinatore della difesa.

### Dal 2001 alla 2004
Ritorna per la seconda volta ai Patriots come coordinatore della difesa.

### 2005
Ritorna ai Browns però con l'incarico di allenatore capo. Conclude la stagione con un record di 6 vittorie e 10 sconfitte.

### 2006
Finisce con 4 vittorie e 12 sconfitte una stagione ricca di bocconi amari.

### 2007
Per la prima volta ottiene un record positivo con le 10 vittorie e 6 sconfitte.

### 2008
Nella sua ultima stagione ai Browns chiude con  4 vittorie e 12 sconfitte.

### 2010-2012
Passa ai Kansas City Chiefs assumendo il ruolo di coordinatore della difesa, poi nelle ultime 3 partite della stagione regolare 2011 dopo che è stato esonerato l'allenatore capo, diventa lui ad interim il nuovo allenatore capo, concludendo con 2 vittorie e una sconfitta.
Il 9 gennaio 2012 firma un contratto di 3 anni come allenatore capo dei Chiefs. Il 31 dicembre 2012, dopo aver terminato la stagione col peggior record della lega (2-14) viene licenziato.